# ويس
ويس هي مدينة عربية إيرانية تقع في الناحية المركزية من مقاطعة باوي في محافظة خوزستان. حسب إحصاءات المركز الرسمي للإحصاءات الإيرانية في 2006 كان يسكن ويس 14024 شخص.